# Schlüsselgewalt

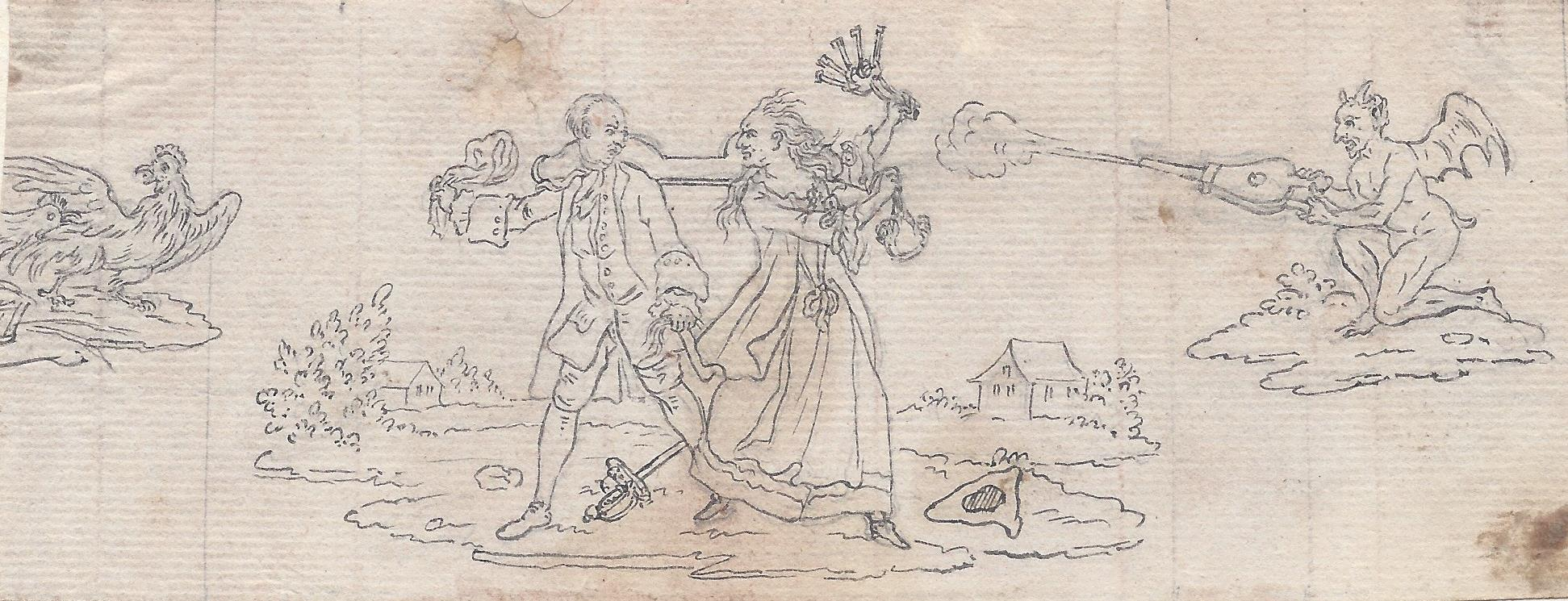
Johann David Nessenthaler (1717–1766): Allegorie der häuslichen Schlüsselgewalt um 1750.

Die Schlüsselgewalt als familienrechtlicher Begriff bezeichnet das Recht von Ehegatten und eingetragenen Lebenspartnern, Rechtsgeschäfte, die zur Deckung des Lebensunterhalts beitragen, auch mit Wirkung für oder gegen den anderen Ehepartner oder eingetragenen Lebenspartner durchzuführen. Das bedeutet, dass der Gläubiger eines Geldbetrages diesen auch von dem anderen Ehepartner oder eingetragenen Lebenspartner fordern kann. Das deutsche Zivilrecht regelt sie in § 1357 BGB, das österreichische Zivilrecht in § 96 ABGB für Ehegatten und in § 10 EPG für eingetragene Partner.
Historisch geht die Schlüsselgewalt bis in die Antike zurück. Im Mittelalter trugen verheiratete Frauen einen Schlüsselbund als sichtbares Zeichen ihres Rechtes. Es war besonders für Ehefrauen bedeutungsvoll, da sie außerhalb der Schlüsselgewalt für verpflichtende Rechtsgeschäfte unter der Vormundschaft ihres Ehemannes standen.
Im weitesten Sinne bezeichnet die Schlüsselgewalt eine eingeschränkte, übertragbare Verfügungsgewalt.

## Deutsches Familienrecht
Gemäß § 1357 Absatz 1 BGB ist jeder Ehegatte berechtigt, Geschäfte zur angemessenen Deckung des Lebensbedarfs der Familie mit Wirkung auch für den anderen Ehegatten zu besorgen. Durch solche Geschäfte werden beide Ehegatten berechtigt und verpflichtet, es sei denn, dass sich aus den Umständen etwas anderes ergibt.
Die folgenden Voraussetzungen müssen für ein Vorliegen der Schlüsselgewalt erfüllt sein.

### Wirksame Ehe
Es muss bei Vertragsschluss eine gültige Ehe bestehen. Allerdings braucht der Vertragspartner davon nichts zu wissen. Bei § 1357 Absatz 1 BGB kommt es nicht auf den Güterstand an.
Eine analoge Anwendung auf die eheähnliche Gemeinschaft findet nicht statt.

### Kein Getrenntleben der Ehegatten
Der § 1357 wird nur dann angewandt, wenn die Ehegatten zum Zeitpunkt des Vertragsschlusses zusammengelebt haben (sog. Stichtagsprinzip), vgl. § 1357 Absatz 3 BGB. Es ist nicht von Belang, ob die Ehegatten im Vorfeld oder im Nachhinein getrennt lebten. Sofern die Ehegatten bei Vertragsschluss getrenntlebten, greift die Schlüsselgewalt nicht. Eine Heilung bei späterem Zusammenleben tritt nicht ein. Getrenntleben liegt dann vor, wenn die Voraussetzungen des § 1567 BGB gegeben sind, aber kann schon bei längerfristig getrennten Haushalten, bspw. aufgrund der beruflichen Situation, ebenfalls erfüllt sein.
Nicht geklärt ist, ob § 1357 BGB bei Leistungen in Dauerschuldverhältnissen, die erst bei Getrenntleben abgerufen werden, greift. Der Bundesgerichtshof entschied in einer Entscheidung zuungunsten eines ausgezogenen Ehegatten. Es gelte auch hier das Stichtagsprinzip, der Ehegatte müsse also haften. Dieses Ergebnis wird jedoch kritisiert.

### Geschäft zur angemessenen Deckung des Lebensbedarf
Es muss ein Geschäft zur angemessenen Deckung des Lebensbedarfs vorliegen. Hier wird ein objektiver Maßstab angelegt, der untersucht, ob das Rechtsgeschäft auf die Bedarfsdeckung der Familie abzielt. Typische Geschäfte der Bedarfsdeckung sind der Kauf von Lebensmitteln, Bekleidung, notwendige ärztliche Behandlung, Reparaturen im Haus, Strom, Bedarf der Kinder für Schule und Sport, Heizung und Reparaturen im Haushalt. Nicht unter die Bedarfsdeckung fallen Maßnahmen der Vermögensverwaltung, wie der Kauf von Aktien und solche Verträge, die dem Berufsbereich eines Ehegatten alleine zuzurechnen sind, wie der Kauf eines betrieblichen Laptops. Dazwischen gibt es zahlreiche Bereiche, in denen im Einzelfall betrachtet werden muss, was noch zum Bedarf gehört und was nicht.
Die jeweilige Bedarfsdeckung muss auch angemessen sein. Hierbei wird ein subjektiver Maßstab angelegt und die Verhältnisse der konkreten Familie zugrunde gelegt. Angemessen ist eine Bedarfsdeckung, die nach Art und Umfang den durchschnittlichen Verbrauchsgewohnheiten von Familien in vergleichbarer sozialer Lage entspricht. Entscheidend sind dabei aber nicht die inneren Verhältnisse, sondern die nach außen getretenen Verhältnisse. Lebt eine Familie aufwändiger als üblich, so soll der tatsächliche Lebenszuschnitt als angemessen gelten (BGH FamRZ 1985, 576, 578). In der Entscheidung, ob ein Geschäft eines Ehegatten angemessen ist, ist eine mögliche Hilfe zur Abgrenzung die Frage, ob ein Ehegatte das Geschäft selbstständig abzuschließen pflegt oder ob es ein größeres Geschäft ist, wo erwartbar ist, dass die Ehegatten darüber sprechen. Nicht angemessen sind regelmäßig die Buchung einer Reise oder der Autokauf. Nicht unter § 1357 BGB fallen somit auch Geschäfte, welche die Lebensbedingungen der Familie und ihrer Mitglieder grundlegend bestimmen oder verändern (sog. Grundlagengeschäfte). Dies umfasst unter anderem die Anmietung einer Wohnung, Abschluss eines Bauvertrags oder Kündigung eines Mietvertrages.

### Aus den Umständen darf sich nichts anderes ergeben
Auch wenn es sich um ein Geschäft zur angemessen Deckung des Lebensbedarfs handelt, muss gemäß § 1357 Absatz 1 Satz 2 BGB weiterhin geprüft werden, ob die Schlüsselgewalt nicht gelten soll. Dies kann der Fall sein, wenn ein Ehegatte explizit darstellt, dass er nur sich verpflichten möchte. Zu den Umständen zählen jedoch auch die wirtschaftlichen Verhältnisse der Familie. Übersteigen die Verpflichtungen des Rechtsgeschäftes also diese Verhältnisse, ist eine Verpflichtung des anderen Ehegatten ausgeschlossen. Zumeist muss an diesem Punkt aber bereits die Angemessenheit verneint werden. Sofern der eine Ehegatte als Bevollmächtigter des anderen Ehegatten agiert, ist § 1357 BGB nicht ausgeschlossen. Dies ist nur dann der Fall, wenn der vertretende Ehegatte klarstellt, dass der Vertretene alleine verpflichtet werden soll.

### Kein Ausschluss
Die Ehegatten dürfen § 1357 BGB, der abdingbares Recht darstellt, nicht abbedungen haben. Dies konnten sie bis zur Abschaffung des Registers zum 1. Januar 2023 mit einem Eintrag in das Güterrechtsregister gem. §§ 1357 Absatz 2, 1412 a.F. BGB tun. Eine Einsicht des Dritten war nicht erforderlich. Nach der Abschaffung ist gemäß §1412 n.F. eine Kenntnis oder eine Unkenntnis infolge grober Fahrlässigkeit notwendig.